# Románia világörökségi helyszínei
Románia területéről eddig tizenegy helyszín került fel a világörökségi listára, tizenhét helyszín a javaslati listán várakozik a felvételre.
| | A Duna-delta |
| 1991 |              |
| Természeti (VII)(X) |              |
| Védett terület: 312 440 ha, hivatkozás: 588 |              |
| A Fekete-tengerbe ömlő Duna deltája a Volga-delta mögött Európa második legnagyobb folyótorkolata. A deltavidéket mellékfolyók, csatornák, tavak, erdők, lápok, nádasok és homokdűnék szövevénye alkotja. Az évente negyven méterrel gyarapodó torkolat Európa legnagyobb összefüggő mocsárvidéke, és itt található a világ egyik legnagyobb úszó nádszigete is. A védett terület európai mértékkel mérve óriási, és a világ egyik legnagyobb és legfontosabb bioszféra rezervátuma, amit azonban a vízszennyezés és a nádasok kereskedelmi célú hasznosítása fenyeget. Számos édesvizű tavát sűrű növénytakaró borítja. A deltavidék fontos élőhely a vándormadarak és más állatok számára, a lagúnarendszerrel együtt több mint hatszázezer hektárt elfoglaló védett övezet pihenőhelyet nyújt a költöző madarak számára is. A rezervátumban mintegy 300 madár-, 45 hal- és 1150 növényfaj talál élőhelyet, 176 madárfaj itt is költ. A nagy testű madarak között gyakori a hattyú, a lúd, a szürke gém, a pelikán és a kanalasgém. A vizek halban gazdagok, és megtalálható köztük a ma már ritka tokhal is. |              |

| | Erdély erődtemplomos falvai: Berethalom, Kelnek, Nagybaromlak, Prázsmár, Szászfehéregyháza, Szászkézd, Székelyderzs |
| 1993, kiterjesztés: 1999 | |
| Kulturális (IV) | |
| Védett terület: 553 ha, puffer zóna: 3 727,87 ha, hivatkozás: 596 | |
| Az Erdély déli részén található, a 12. században idetelepített szászok által alapított falvak legfontosabb épülete a falu közepén lévő dombon álló erődtemplom volt. A templomok többségét a 14. és a 16. század között építették és legfontosabb feladatuk az volt, hogy megvédjék a települések lakosait a török támadásoktól és fosztogatásoktól. Az épületek különböző építészeti stílusokat képviselnek. Az erődtemplomok a szűkös erőforrások miatt épültek, ugyanis a gazdagabb városok lakosságának lehetősége volt az egész települést védőfallal körbevenni, itt azonban csak a templom megerősítését tudták a helyiek finanszírozni. Ez a különleges helyzet egyfajta közösségformáló elemként is jelen volt a települések életében, és napjainkig is érezteti hatását. A falakban éléskamrákat alakítottak ki, hogy az idemenekült lakosok egy hosszabb ostromot is át tudjanak vészelni. A templomok közül a legjelentősebb Berethalom erődtemploma, késő gótikus stílusban épült, belső terét egy szárnyas oltárral és reneszánsz stílusban készült, szenteket ábrázoló festményekkel díszítették. | |

| | A horezui kolostor |
| 1993 |                    |
| Kulturális (II) |                    |
| Védett terület: 22,48 ha, puffer zóna: 57,29 ha, hivatkozás: 597 |                    |
| A horezui kolostort Constantin Brâncoveanu havasalföldi fejedelem alapította a 17. század végén. Az 1691 és 1702 között emelt épület az alapítóról elnevezett stílusban készült, ami kelet-európai hatásokat ötvöz itáliai elemekkel és az ortodox népművészet stílusjegyeivel. A központi kolostorhoz tartozó Bolnica-templomot az uralkodó felesége, Maria alapította. A kolostor elemeit az északnyugati tengelye mellett teljesen szimmetrikusan alakították ki, a melléképületeket kereszt alakban rendezték el. Központjában egy tágas udvar közepén áll a kolostor temploma, amely egy fedett folyosón közelíthető meg. Az udvart tornác, boltíves folyosó, dupla árkádsor és lépcső veszi körül. A templom belső terét bizánci mintákra készült freskókkal díszítették. Az épületkomplexumra az egyszerű, letisztult építészeti stílus, és az aprólékosan kifaragott virág-, levél-, és gyümölcsmotívumokból álló díszítés jellemző. A kolostor a 18. században jelentős kulturális központ volt, az itt megalapított festőiskola az egész Balkán festészetére hatást gyakorolt. |                    |

| | Észak-moldvai kolostorok: Arbore, Humor, Moldovița, Pătrăuţi, Probota, Szucsáva, Voroneţ, Sucevița |
| 1993, kiterjesztés: 2010 | |
| Kulturális (I)(IV) | |
| Hivatkozás: 598 | |
| A moldvai templomok külső falait a 15. és a 16. században készült bizánci stílusú festmények díszítik. Az épületek homlokzatán teljes freskóciklusok láthatók. A falfestés feltételezhetően azért készült, hogy azok a hívők is részt vehessenek a szertartásokon akiknek a templom belsejében már nem jutott hely, ezen kívül egyfajta „Szegények Bibliája” célt is szolgált, mivel a lakosság túlnyomó többsége nem értette a hivatalos óegyházi szláv nyelvet. A falfestés hagyománya 1530 körül alakult ki, és 1600 körül szűnt meg. A képek szentek életéből mutatnak be jeleneteket, Szűz Máriát dicsőítik, megjelenítik az egyházi hierarchiát és az utolsó ítéletet, valamint akkor aktuális politikai eseményekre is utalnak, mint például Konstantinápoly ostromára. A festmények tervezésekor ügyeltek arra, hogy kompozíciójuk és színeik összhangban legyenek a környezetükkel, a falakat gyakran az ereszig kifestették. A világörökségi helyszínhez jelenleg nyolc templom tartozik, közülük a legkorábbi, a voroneți-i kolostort 1488-ban alapította III. István moldvai fejedelem. Külső falának boltozatát a szentek naptárának 365 jelenete díszíti. | |

| | Dák erődítmények a Szászvárosi-hegységben |
| 1999 |                                           |
| Kulturális (II)(III)(IV) |                                           |
| Hivatkozás: 906 |                                           |
| A dákok késő vaskori civilizációja a Kárpátok és az Al-Duna térségében virágzott. Gazdaságuk alapja a földművelés, az állattenyésztés, a halászat, a fémmegmunkálás és a kereskedelem volt. A törzsek saját gazdasági és politikai központokat alakítottak ki, amelyeket megerősítettek a támadások ellen. A helyszínez tartozó erődök az i. e. 1. és az i. sz. 1. század között épültek, és a katonai, valamint a kultikus építészet szokatlan ötvözetét alkotják. A Szászváros közelében található, jó állapotban konzerválódott épületmaradványok egy fejlett kultúráról tanúskodnak. Az erődök területén utak, teraszok, házak, szentélyek és kör alakú oltárok épültek. A Dák Királyság központját alkotó hat erődöt az i. sz. 2. században foglalták el a rómaiak. Az ásatások során Várhely dombján feltárták az egykori főváros Sarmizegetusa maradványait is. Hármas védelmi rendszere dombokra emelt erődítésekből, erődsáncokból és egyenes védfalakból állt. |                                           |

| | Segesvár történelmi központja |
| 1999 |                               |
| Kulturális (III)(V) |                               |
| Védett terület: 33 ha, puffer zóna: 145 ha, hivatkozás: 902 |                               |
| A 13. században alapított Segesvár a középkori erődített városok jellegzetes példája. Erdély hét erődje közé tartozott és fontos stratégiai, valamint gazdasági szerepet töltött be Kelet-Európa peremvidékén. A forrásokban már 1280-ban említett település 1367-ben kapott városi rangot. A 19. században a város fejlődésnek indult, de ennek ellenére megőrizte középkori jellegét. Történelmi belvárosa két részre oszlik, a fellegvárra és a hegyoldalra épült alsóvárosra. Legfeltűnőbb építménye a középkori erődítmény részeként emelt 14. századi óratorony. A fellegvárat fallal vették körbe, tizennégy tornyából kilenc jelenleg is áll. A hegyen álló, gótikus stílusban épült Szent Miklós-templomot egy 176 fokból álló fatetős lépcsősoron lehet megközelíteni. Az épület homlokzatán elhelyezett szobrokon közép-európai műhelyek hatása figyelhető meg. A történelmi városközpontban mintegy százötven polgárház maradt fenn, ezeknek túlnyomó többsége a 16. és a 17. században épült. Sok háznak ma is felismerhető az eredeti elrendezése, a dongaboltozatos pince feletti földszinti üzlethelyiség és a lakószobák az első emeleten. |                               |

| | Máramaros fatemplomai: Barcánfalva, Budfalva, Desze, Jód, Nyárfás, Sajómező, Rogoz, Dióshalom |
| 1999 |                                                                                               |
| Kulturális (IV) |                                                                                               |
| Hivatkozás: 904 |                                                                                               |
| A 17. és a 18. században épített nyolc fatemplom az ortodox építészeti hagyományokat ötvözi a gótikus stílus elemeivel és Észak-Románia jellegzetes egyházi építészetét képviseli. Csak az épületek alapja kő, többi része fából készült, ami azért van, mert a magyar korona megtiltotta, hogy Erdély területén kőből készült ortodox templomokat emeljenek. Az épületek jellegzetessége a magasba nyúló sudár gerendaszerkezet, a keskeny hajók és a kettős zsindelyezés a nyugati oldalon magasodó harangtoronnyal. A belső tereket fára festett élénk színű festményekkel díszítették, amelyek újtestamentumi témákat ábrázolnak, vagy a szentek életéből mutatnak be jeleneteket. Az oszlopokat és a gerendákat faragásokkal borították. A helyszínhez a következő nyolc templom tartozik: Barcánfalva – Szűz Mária Bemutatásának temploma, Budfalva – alsó Szent Miklós-templom, Desze – Szent Vigasztaló temploma, Jód – Szűz Mária Születésének temploma, Nyárfás – Szent Arkangyalok temploma, Sajómező – Vigasztaló Szentlélek temploma, Rogoz – Szent Arkangyalok temploma, Dióshalom – Szent Arkangyalok temploma. |                                                                                               |

| | A Kárpátok és más európai régiók ősbükkösei |
| Albánia, Ausztria, Belgium, Bosznia-Hercegovina, Bulgária, Csehország, Észak-Macedónia, Franciaország, Horvátország, Lengyelország, Németország, Olaszország, Románia, Svájc, Szlovákia, Szlovénia, Spanyolország és Ukrajna közös világörökségi helyszíne |                                             |
| 2007, kiterjesztés: 2011, 2017 (romániai helyszínek), 2021 |                                             |
| Természeti (IX) |                                             |
| Védett terület: 92 023,24 ha, puffer zóna: 253 815,38 ha, hivatkozás: 1133 |                                             |
| Ez a határokon átnyúló, többször kiterjesztett helyszín Európa legnagyobb kiterjedésű ősbükköse, jelenleg 18 ország közös világörökségi helyszíne és összesen 94 védett területből áll. Kezdetben az Északkeleti-Kárpátok déli lejtőin, Szlovákia keleti részén és Ukrajnában található védett területhez összesen 10 természetvédelmi körzet tartozott, ezek közül hat Ukrajnában négy pedig Szlovákiában található. Ezek a védett területek egy 185 kilométer hosszú tengelyen fekszenek, tengerszint feletti magasságuk 210 és 1700 méter között váltakozik. A teljes védett övezet eredetileg háromszáz négyzetkilométert foglalt el, majd 2011-ben a helyszínt öt újabb, Németországban található bükkerdővel egészítették ki. A következő kiterjesztés óta, 2017-től a helyszínhez tartoznak mediterrán területek, az Alpok, a Dinári-hegység és a Pireneusok ősbükkösei is. Az utolsó, 2021-es kiterjesztés során bosznia-hercegovinai, csehországi, észak-macedóniai, franciaországi, lengyelországi és svájci bükkösök kerültek a világörökségi listára. Az ősbükkösöben találhatók a világ legmagasabb és legöregebb bükkfái, és megfigyelhető a bükkerdők fejlődésének valamennyi fázisa. A Kárpátokban őshonos bükkfa a Dinári-hegység mellett csak ezeken a területeken vészelte át a jégkorszakot, majd egy rövid, néhány ezer éves időszak alatt elterjedt az egész kontinensen. Az őserdők a bükkfák felbecsülhetetlen értékű genetikai tárházai. A fák mellett található ökoszisztéma magán viseli a jégkorszak utáni élővilág valamennyi jellegzetességét, gazdag növény és állatvilágnak, köztük több védett fajnak nyújt életteret. |                                             |

| | Verespatak bányászati kultúrtáj |
| 2021 |                                 |
| A veszélyeztetett világörökségi helyszínek listájára került: 2021 |                                 |
| Kulturális (II)(III)(V) |                                 |
| Puffer zóna: 341,42 ha, hivatkozás: 1552 |                                 |
| Az ország nyugati részén fekvő Verespatak a római korban a birodalom egyik legjelentősebb, legkiterjedtebb felszín alatti aranybányája volt. Az Alburnus Maior néven működő, bonyolult technikai megoldásokat alkalmazó bányából i. sz. 106-tól 166 év alatt mintegy ötszáz tonna aranyat termeltek ki. Komoly mérnöki ismereteket alkalmazva körülbelül hét kilométer hosszan különféle típusú alagutakat vájtak ki. Négy helyen, ahol kiváló minőségű ércet találtak a kitermeléshez vízikerekeket is alkalmaztak. A helyszínen az importált római bányászati technológiák olyan eredményesen ötvöződtek a helyi technikákkal ami a korban egyedinek számított. A kitermelés később, a középkorban, majd egészen a modern korig folytatódott, de sokkal kisebb mértékben. A későbbi tárnák körbefonják és esetenként átvágják a román kori alagutakat. A római korból számos viasztábla maradt meg amik részletes információkkal szolgálnak a kor bányászatának demográfiai, nyelvi, szociológiai hátteréről az akkori Alburnus Maior mellett egész Dacia provinciában. A helyszín egy agrár térségben található ahol még ma is felismerhetőek azok a közösségi struktúrák, amelyek a 18. és a 20. század között a bányát fenntartották. Jelenleg egy ciánt alkalmazó technológiával működő bányát terveznek nyitni a területen, ezért a helyszín felvételének évében azonnal felkerült a veszélyeztetett világörökségi helyszínek listájára is. |                                 |

| | A zsilvásárhelyi Brâncuși-szoborpark |
| 2024 |                                      |
| Kulturális (I)(II) |                                      |
| Védett terület: 26.58 ha, puffer zóna: 78.05 ha, hivatkozás: 1473 |                                      |
| A szoborpark az első világháború hőseinek a tiszteletére létesült 1937-ben Constantin Brâncuși tervei alapján. A park kelet-nyugati tengelyén található, a keskeny Hősök sétnyával összekötött Brâncuși-alkotások: A végtelen oszlop , A csók kapuja, A hallgatás asztala, valamint A székek sétánya. Az egy évtizeddel korábban, 1927-ben épült Szent Péter és Pál apostolok temploma egészíti ki a kompozíciót. A szobrok, a tájépítészet, a mérnöki alkotás és a várostervezés Constantin Brâncuși által megvalósított figyelemre méltó ötvözete a helyi háborús cselekményekre való emlékezés mellett az emberi gondolkodásmód egyik eredeti, absztrakt megjelenítése is. |                                      |

| | A Római Birodalom daciai limese |
| 2024 |                                 |
| Kulturális (II)(III)(IV) |                                 |
| Védett terület: 1,491 ha, puffer zóna: 14,197 ha, hivatkozás: 1718 |                                 |
| I. e. 500 után a Római Birodalom kiterjesztette fennhatóságát Európa és Észak-Afrika egyes részeire, az i. sz. 2. században határa, a limes elérte a 7500 kilométeres hosszúságot. A mai Romániában található szakasz, a Daciai limes i. sz 106 és 271 között volt használatban. A helyszín 277 részből áll, ez a leghosszabb és legösszetettebb fennmaradt szárazföldi határszakasz ami egykori európai provinciában található. A változatos tájakon áthaladó határszakasz legiótáborok, auxiliáris táborok, földsáncok, őrtornyok, átmeneti táborok és világi épületek hálózatából állt. Dacia volt ez egyetlen római provincia, ami teljes egészében a Dunától északra terült el, limese a barbár támadások ellen védte a lakosokat és ellenőrizte az arany- valamint sólelőhelyek felé tartó útvonalakat. |                                 |

## Kapcsolódó cikk
- Románia javasolt világörökségi helyszínei